# Axel Hägerström
Axel Anders Theodor Hägerström (6 de setembro de 1868, Vireda – 7 de julho de 1939, Upsália) foi um filósofo sueco.
Nascido em Vireda, Condado de Jönköping, Suécia, ele era filho de um pastor da Igreja da Suécia. Como estudante na Universidade de Upsália, ele largou a teologia para ter uma carreira em filosofia. Posteriormente, foi professor da mesma universidade de 1893 até a sua aposentadoria em 1933, onde atacou o idealismo filosófico dominante dos seguidores de Christopher Jacob Boström (1797-1866). Ele é mais conhecido como um dos fundadores da (quase) positivista escola de filosofia de Upsália — a contrapartida sueca da Filosofia Analítica Anglo-Americana, e do Positivismo Lógico do Círculo de Viena — e como o fundador do movimento realista judicial.
Alguns de seus trabalhos foram publicados pela Muirhead - Biblioteca de Filosofia.
Foi inspetor da sociedade estudantil Östgöta de 1925 até sua aposentadoria, em 1933.

## Contribuições para Interpretações Jurídicas
A jurisprudência do campo de estudo do realismo jurídico, de modo geral, é composto pelos acadêmicos que estritamente rejeitavam o conceito da lei natural e que acreditavam que os conceitos jurídicos, a terminologia e os valores deveriam ser baseados na experiência, na observação e na experimentação, e são, portanto, "reais". Esta visão empírica, ou cética, tomada pelos 'realistas', pode ser contrastado por uma visão mais racional tomada por outros, como H. L. A. Hart, o filósofo inglês, que tinha uma abordagem mais formal, e a opinião de que tais conceitos podem sobreviver através da aplicação de um raciocínio a priori ou apenas da lógica.
Hägerström é considerado o pai fundador da escola Escandinava de realismo jurídico. Seus discípulos Karl Olivecrona, Alf Ross e Anders Vilhelm Lundstedt todos tinham a mesma visão básica de Hägerström em suas opiniões sobre a linguagem do direito Ocidental. Devido ao seu veredito sobre a lei natural, eles também rejeitavam o conceito de direitos humanos.
Hägerström, que tinha sido influenciado pelo Neo-Kantismo da escola Marburg, rejeitou a metafísica em sua totalidade. Seu lema era: "Praeterea censeo metaphysicam esse delendam", parafraseando a famosa "Delenda est Carthago" de Catão. Sua opinião era que palavras como 'direito' e 'dever' eram basicamente sem sentido, e que não poderiam ser cientificamente verificadas ou comprovadas. Elas poderiam ter influência ou a capacidade de direcionar uma pessoa que obtém a tal direito ou dever, mas, em última análise, se elas não resistirem um teste factual, elas seriam apenas fantasias. Da mesma forma, Hägerström considerava todos os julgamentos de valor como meras expressões emocionais, usando o termo 'julgamento' sem que sejam efetivamente julgamentos. Essa posição fez com que os críticos de Hägerström caracterizassem a sua filosofia como "niilismo de valor" - um rótulo que foi inventado por jornalistas e, posteriormente, adotado por alguns seguidores de Hägerström menos ortodoxos, nomeadamente Ingemar Hedenius.
Hägerström atacou várias palavras e conceitos jurídicos em seus trabalhos para provar que não podiam ser cientificamente aplicados.

## Publicações
- Aristoteles etiska grundtankar och deras teoretiska förutsättningar (gradualavhandling, 1893)
- Undersökning av den empiristiska etikens möjlighet med särskild hänsyn till dess moderna huvudformer (1895)
- Om den moraliska känslan och driften såsom förnuftiga (samma år)
- Om "den empiristiska etiken" och "den moraliska känslan", Svar på kritik (1897)
- Om filosofiens betydelse för människan (i serien "Vår tids lifsfrågor", 6, 1898)
- Kants Ethik, im Verhältnis zu seinen erkenntnistheoretischen Grundgedanken systematisch dargestellt (1902)
- Stat och rätt, en rättsfilosofisk undersökning, I (1904), Das prinzip der wissenschaft, I (i Humanistiska vetenskapssamfundets skrifter, 1908)
- I moralpsykologiska frågor (i tidskriften "Psyke", 1908)
- Der römische Obligationsbegriff im Lichte der allgemeinen römischen Rechtsanschauung 1 (1927)
- Der römische Obligationsbegriff im Lichte der allgemeinen römischen Rechtsanschauung 2, Über die Verbalobligation (1941) (Skrifter utgivna av Kungliga Humanistiska vetenskapssamfundet i Uppsala 35)
- Socialfilosofiska uppsatser (1939, 2010)